# Double Exposure
Pour plus de détails, voir Fiche technique et Distribution.
Double Exposure est un film britannique en noir et blanc réalisé par John Gilling, sorti en 1954.

## Synopsis
Un détective privé est chargé de retrouver une employée disparue avec un important lot de bijoux. Son employeur vient de perdre son épouse qui s'est suicidée, mais l'enquête met en doute les circonstances du décès.

## Fiche technique
- Réalisation : John Gilling
- Scénario : John Gilling, John Roddick
- Musique : John Lanchberry
- Photographie : Monty Berman
- Montage : Marjorie Saunders (en)
- Producteur : Robert S. Baker, Monty Berman
- Société de production : Kenilworth Film Productions
- Société de distribution : General Film Distributors
- Pays de production :  Royaume-Uni
- Langue originale : anglais
- Format : noir et blanc — 35 mm — 1,37:1 — son : mono (RCA Sound System)
- Genre : policier
- Durée : 61 minutes
- Date de sortie :
  - Royaume-Uni : 29 mars 1954

## Distribution
- John Bentley : Pete Fleming
- Rona Anderson : Barbara Leyland
- Garry Marsh : Beaumont
- Alexander Gauge : Denis Clayton
- Ingeborg von Kusserow : Maxine Golder
- John Horsley : Lamport
- Doris Hare : Police Sergeant
- Eric Berry
- Frank Forsyth : Inspector Grayle (crédité Frank Forsythe)
- Ronan O'Casey : Trickson
- Alan Robinson
- Ryck Rydon : Trixon
- Sally Newton